# Refrain
Refrain skrevs av Émile Gardaz och Géo Voumard, tävlade för Schweiz i Eurovision Song Contest 1956 och var melodin som vann den första upplagan av Eurovision Song Contest. Den framfördes av den schweiziska sångerskan Lys Assia och anses idag vara en klassiker, mycket tack vare att bidraget var den första vinnaren.